# Eudiscoelius elegans
Eudiscoelius elegans är en stekelart som först beskrevs av Smith 1861.  Eudiscoelius elegans ingår i släktet Eudiscoelius och familjen Eumenidae. Utöver nominatformen finns också underarten E. e. gazella.